# Ephimia simoni
Ephimia simoni är en skalbaggsart som beskrevs av Edmund Reitter 1883. Ephimia simoni ingår i släktet Ephimia och familjen kortvingar. Inga underarter finns listade i Catalogue of Life.